# Wyclife Kinyamal
Wyclife Kinyamal (né le 2 juillet 1997) est un athlète kényan, spécialiste des courses de demi-fond.

## Biographie
Ayant grandi dans le comté de Narok, dans une famille où on joue au football, Wyclife Kinyamal se tourne vers l'athlétisme et commence par pratiquer le saut en hauteur. Fin 2015 il se tourne vers le 800 mètres. Il se distingue en 2016 en remportant les championnats est-africains juniors.
Il remporte la médaille d'or du 800 mètres lors des Jeux du Commonwealth de 2018, à Gold Coast. Le 12 mai, lors du Shanghai Golden Grand Prix 2018, il porte son record à 1 min 43 s 91, nouveau record du meeting.
En 2022 il conserve son titre au 800 m des Jeux du Commonwealth.
En 2024 il finit 2e des sélections olympiques kényanes en altitude à Nairobi, derrière Emmanuel Wanyonyi malgré un nouveau record personnel de 1 min 42 s 50. Aux Jeux, il est éliminé au stade des demi-finales.

## Palmarès
| Date | Compétition           | Lieu       | Résultat | Épreuve | Temps         |
| ---- | --------------------- | ---------- | -------- | ------- | ------------- |
| 2018 | Jeux du Commonwealth  | Gold Coast | 1er      | 800 m   | 1 min 45 s 11 |
| 2022 | Championnats du monde | Eugene     | 8e       | 800 m   | 1 min 47 s 07 |
| 2022 | Jeux du Commonwealth  | Birmingham | 1er      | 800 m   | 1 min 47 s 52 |

## Records
| Épreuve | Temps         | Lieu  | Date           |
| ------- | ------------- | ----- | -------------- |
| 800 m   | 1 min 42 s 08 | Paris | 7 juillet 2024 |